# Aeroportul Aba Segud
Aeroportul Aba Segud (IATA: JIM, ICAO: HAJM) este un aeroport din Etiopia ce deservește zona Jimma.
Situat la o altitudine de 1.703 m, aeroportul dispune de o singură pistă.